# 凯尔西地区米拉蒙
凯尔西地区米拉蒙（法語：Miramont-de-Quercy，法語發音：[miʁamɔ̃ də kɛʁsi]）是法国奧克西塔尼大區塔恩-加龙省的一个市镇，属于卡斯泰尔萨拉桑区。该市镇2009年时的人口 为323人。

## 人口
凯尔西地区米拉蒙人口变化图示
| 数据来源：INSEE |